# دومنیکو میزی
دومنیکو میزی (انگلیسی: Domenico Maiese؛ زادهٔ ۵ ژانویهٔ ۱۹۹۱) بازیکن فوتبال اهل ایتالیا است.
از باشگاه‌هایی که در آن بازی کرده‌است می‌توان به باشگاه فوتبال مونتسا و باشگاه فوتبال اینتر میلان اشاره کرد.